# Anatoli Alexandrow (Boxer)

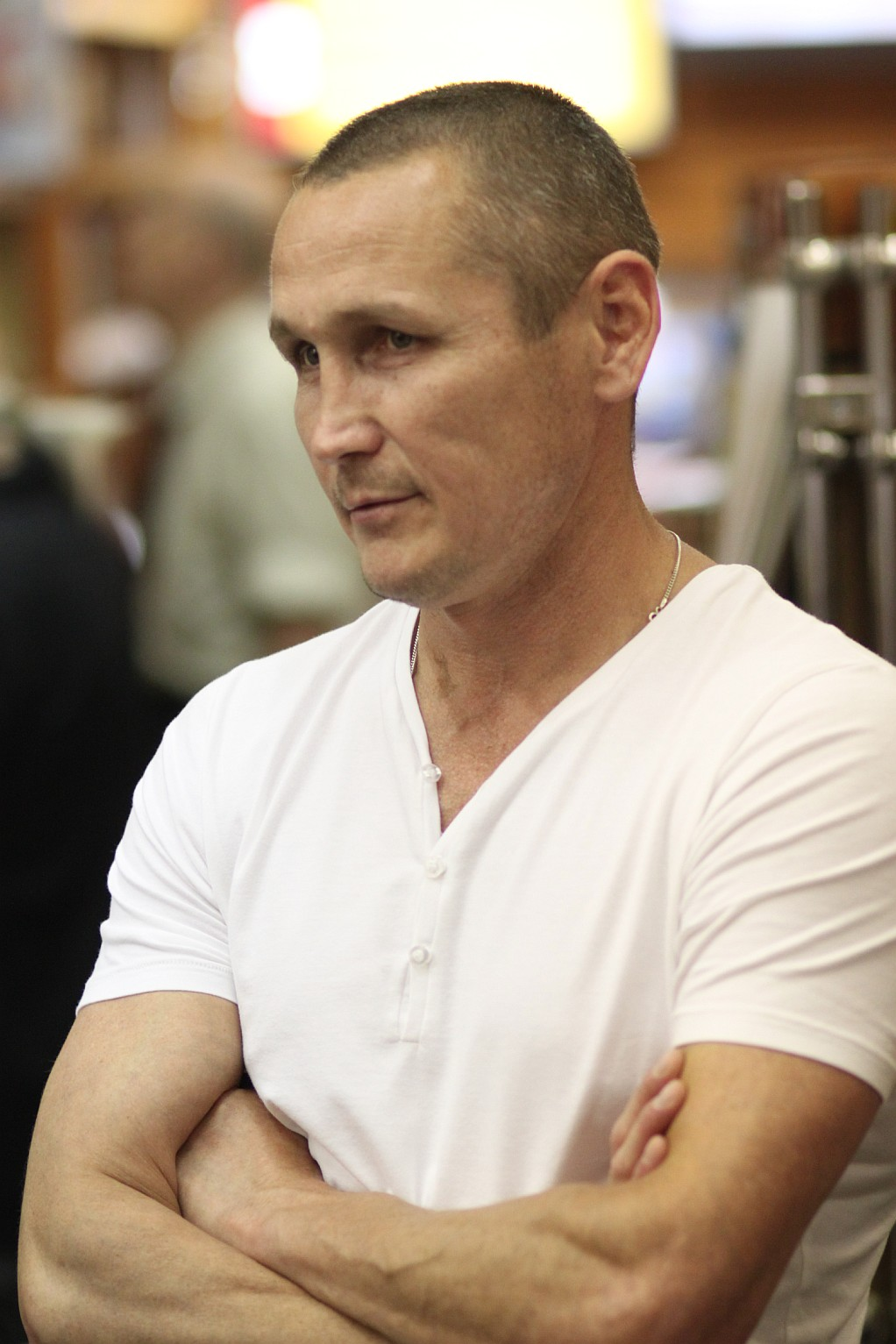
Anatoli Alexandrow, 2011

Anatoli Alexandrow (kyrillisch Анатолий Александров; * 3. Februar 1967 in Schachtinsk, Qaraghandy, Qaraghandy, Kasachische SSR) ist ein ehemaliger kasachischer Boxer im Superfedergewicht und Normalausleger. Er wurde von Wiktor Safonin trainiert.

## Profi
Am 26. Januar 1994 boxte er gegen den Südafrikaner November Ntshingila um den vakanten internationalen Titel des Verbandes WBC und siegte durch einstimmigen Beschluss. Im darauffolgenden Jahr wurde er Europameister durch einen Punktsieg über den Franzosen Jacobin Yoma. 
Am 25. April 1999 wurde er Weltmeister der WBO, als er den bis dahin ungeschlagenen Arnulfo Castillo durch technischen K. o. in Runde 1 schlug. Allerdings verlor er den Gürtel bereits in seiner ersten Titelverteidigung im August desselben Jahres gegen den Brasilianer Acelino Freitas durch schweren K. o. in der 1. Runde.